# Podwirjiwka
Podwirjiwka (ukrainisch Подвір'ївка; russisch Подверьевка Podwerjewka, rumänisch Chişla-Zamjieva bzw. älter Châşla Zamjieva) ist ein Dorf im Süden der ukrainischen Oblast Tscherniwzi an der Grenze zur Republik Moldau mit etwa 2300 Einwohnern (2006).
Podwirjiwka liegt in der historischen Landschaft des nördlichen Bessarabien im Tal der Medweschka (ukrainisch Медвежка), einem kleinen Nebenfluss des Pruth im Süden des Rajon Kelmenzi und befindet sich 29 km südwestlich vom Rajonzentrum Kelmenzi und 86 km östlich vom Oblastzentrum Czernowitz. Bis auf einen Korridor im Nordosten ist das Dorf rundherum vom äußersten Nordwesten des moldauischen Staatsgebietes umgeben und besitzt einen Grenzübergang zur sieben Kilometer südlich liegenden, moldauischen Stadt Lipcani. Westlich des Dorfes verläuft die Bahnstrecke Tscherniwzi–Ocnița der Lwiwska Salisnyzja.

## Geschichte
Das im Jahre 1429 im damaligen Fürstentum Moldau gegründete Dorf war bis 1918 ein Teil des Russischen Kaiserreiches, wurde dann dem Königreich Rumänien zugesprochen und war bis 1944 ein Teil desselben. Danach wurde es, innerhalb der Ukrainische SSR, Teil der Sowjetunion. Seit deren Zerfall 1991 gehört es zum Staatsgebiet der unabhängigen Ukraine. Bis zum 7. September 1946 trug er den ukrainischen Namen Kyschlo-Samschijiwo (Кишло-Замжиїво).
Am 12. Juni 2020 wurde das Dorf ein Teil neu gegründeten Landgemeinde Liwynzi im Rajon Kelmenzi, bis dahin bildete es die Landratsgemeinde Podwirjiwka (Подвір'ївська сільська рада/Podwirjiwska silska rada) im Westen des Rajons.
Seit dem 17. Juli 2020 ist der Ort ein Teil des Rajons Dnister.